# Sigmund Rot
Sigmund Rot, auch Sigismund Rodt (* um 1450; † nach 1490), war ein Schweizer Buchdrucker.

## Leben und Werk

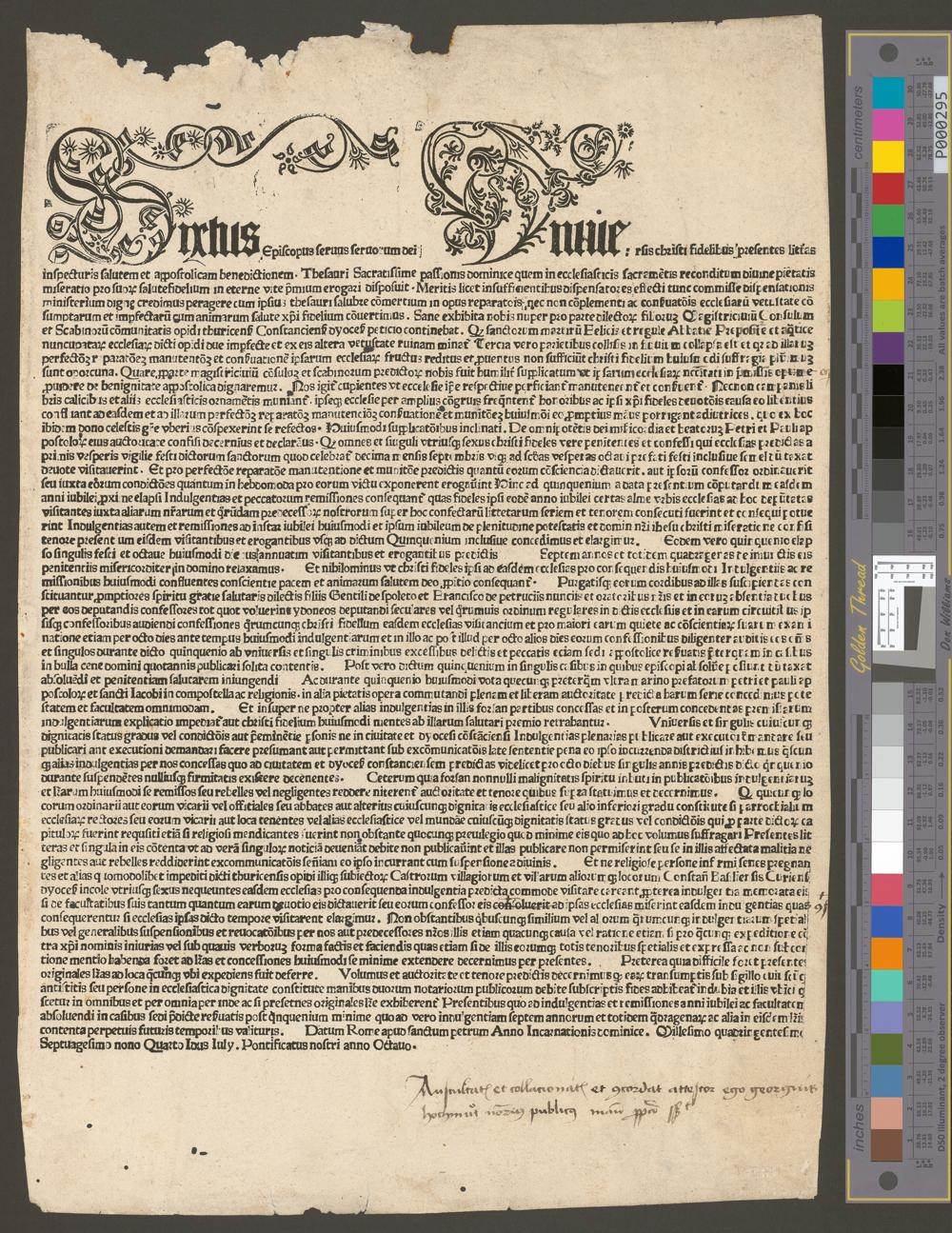
Ablassbulle zum Besten der Kirchen von Zürich, 12. Juli 1479

Rot stammte aus Bitche in Lothringen. Er wurde am 14. April 1479 in das Zürcher Bürgerrecht aufgenommen, und zwar kostenlos «um seiner Kunst willen». Der Eintrag im Zürcher Bürgerbuch nennt ihn mit Übernamen «Langschnider», was auf Kenntnisse des Metallschneidens hinweisen könnte.
Er hatte die Aufgabe, im Predigerkloster Zürich eine Druckerpresse in Gang zu setzen, beaufsichtigt vom Dominikaner Magister Albertus von Weissenstein, um das von Papst Pius IV. für das Jahr 1480 an Zürich verliehene Jubeljahr und den damit bewilligten Ablass zu propagieren.
Er schuf zwei ansprechende Schrifttypen, eine Antiqua im italienischen Stil und eine kleine gotische Texttype, und besorgte sich eine Druckereiausrüstung auf technisch hohem Stand, womit er bis 1482 insgesamt 14 Druckwerke herstellte.
1484 immatrikulierte er sich als Student an der Universität Heidelberg. 
Eine seiner Typen war von 1486 an in Basel beim Drucker Nicolaus Kessler in Gebrauch.
Von 1488 bis 1490 war er als Drucker in Siena und Pescia nachweisbar. Danach verlieren sich seine Spuren.